# Rödkronad spretstjärt
Rödkronad spretstjärt (Erythrocercus mccallii) är en liten afrikask flugsnapparliknande tätting numera urskild i den lilla familjen spretstjärtar.

## Utseende och läten
Rödkronad spretstjärt är en liten (10 cm) fågel med kort tofs och lysande kastanjebrun hjässa och stjärt. Ovansidan i övrigt är grå, medan undersidan är beige på strupe och bröst. Ungfågeln är mattare i färgerna och saknar kastanjebrunt i pannan. Den är en ljudlig fågel som konstant tjattrar och gnisslar i familjegrupper. Sången är en snabb och accelererande serie kvittrande toner.

## Utbredning och systematik
Rödkronad spretstjärt delas in i tre underarter med följande utbredning:
- Erythrocercus mccallii nigeriae – täta skogar från Sierra Leone till Guinea och sydvästra Nigeria
- Erythrocercus mccallii mccallii – sydöstra Nigeria till Kamerun, Gabon och Demokratiska republiken Kongo
- Erythrocercus mccallii congicus – östra och södra Demokratiska republiken Kongo till västra Uganda

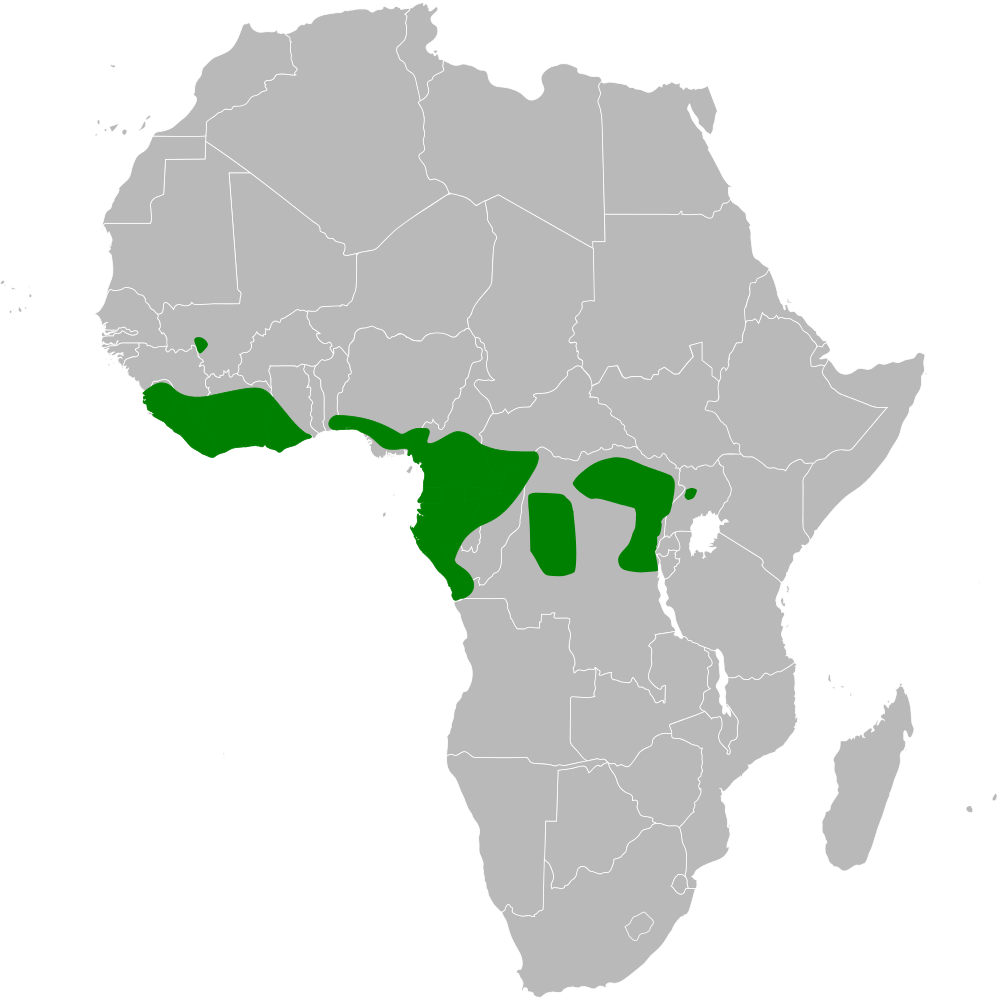
Fågelns utbredningsområde.

### Familjetillhörighet
Spretstjärtarna har länge behandlats som monarker (Monarchidae) men DNA-studier visar att de är nära släkt med cettior (Cettiidae), dock så pass avlägset att de urskiljs i en egen familj.

## Levnadssätt
Rödkronad spretstjärt hittas i trädtaket i låglänt skog eller på lägre nivåer i skogsbryn och ungskog. Den ses i par eller i små familjegrupper, utanför häckningstid även i blandade artflockar, som aktivt födosöker efter insekter i lövverket medan den sprider ut och vippar på stjärten i sidled.

## Status och hot
Arten har ett stort utbredningsområde och en stor population, men tros minska i antal på grund av habitatförstörelse, dock inte tillräckligt kraftigt för att den ska betraktas som hotad. Internationella naturvårdsunionen IUCN kategoriserar därför arten som livskraftig (LC). Världspopulationen har inte uppskattats men den beskrivs som ovanlig till mycket vanlig.

## Namn
Fågelns vetenskapliga artnamn hedrar den amerikanske brigadgeneralen tillika zoologen George Archibald McCall (1802-1868). Den har tidigare även kallats rödkronad elminia på svenska, när man trodde att både spretstjärtar och elminior var en del av familjen monarker.